# Solenostoma grollei
Solenostoma grollei là một loài rêu tản trong họ Jungermanniaceae. Loài này được (D.G. Long & Váňa) Feldberg, Hentschel, Bombosch, D.G. Long, Váňa & J. Heinrichs mô tả khoa học lần đầu tiên năm 2009.